# São Lourenço do Oeste (kommun i Brasilien)
São Lourenço do Oeste är en kommun i Brasilien.   Den ligger i delstaten Santa Catarina, i den södra delen av landet, 1 300 km söder om huvudstaden Brasília. Antalet invånare är 21 797.
Följande samhällen finns i São Lourenço do Oeste:
- São Lourenço dOeste

Omgivningarna runt São Lourenço do Oeste är en mosaik av jordbruksmark och naturlig växtlighet. Runt São Lourenço do Oeste är det glesbefolkat, med 19 invånare per kvadratkilometer.